# Kevin Curren
Kevin Curren (* 2. März 1958 in Durban) ist ein ehemaliger südafrikanischer Tennisspieler. In seiner Karriere gewann er bei Grand-Slam-Turnieren vier Doppeltitel und stand zudem zwei Mal im Finale eines Herreneinzels.

## Karriere
Curren verlor bei den Australian Open 1984 im Finale gegen Mats Wilander in vier Sätzen. In Deutschland ist er in Erinnerung durch seine Niederlage im Finale von Wimbledon 1985. Er unterlag Boris Becker mit 3:6, 7:6, 6:7 und 4:6, obwohl er das beste Turnier seiner Karriere spielte und die US-Amerikaner John McEnroe, damals die Nummer 1 in der Welt, und Jimmy Connors, Finalist 1984, besiegt hatte. Hinzu kam ein Sieg über Stefan Edberg im Achtelfinale. Im April 1985 nahm er die US-amerikanische Staatsbürgerschaft an.
In seiner Karriere gewann er insgesamt fünf Einzeltitel und 26 Doppeltitel. Seine höchste Weltranglistenposition im Einzel war Platz 5. Er war von 2002 bis 2005 Kapitän der südafrikanischen Davis-Cup-Mannschaft, war als Spieler aber nie für die Mannschaft aktiv gewesen.

## Erfolge
| Legende                      |
| Grand Slam (1)               |
| Masters Grand Prix           |
| Grand Prix Super Series      |
| Grand Prix World Series (30) |
| ATP Challenger Tour (6)      |

| ATP-Titel nach Belag |
| Hartplatz (12)       |
| Sand (5)             |
| Rasen (2)            |
| Teppich (12)         |

### Einzel

#### Turniersiege

##### ATP Tour
| Nr. | Datum            | Turnier        | Belag         | Finalgegner       | Ergebnis      |
| --- | ---------------- | -------------- | ------------- | ----------------- | ------------- |
| 1.  | 12. April 1981   | Johannesburg   | Hartplatz     | Bernard Mitton    | 6:4, 6:4      |
| 2.  | 31. Oktober 1982 | Köln           | Hartplatz (i) | Shlomo Glickstein | 2:6, 6:2, 6:3 |
| 3.  | 24. Februar 1985 | Toronto Indoor | Teppich (i)   | Anders Järryd     | 7:6, 6:3      |
| 4.  | 6. April 1986    | Atlanta        | Teppich (i)   | Tim Wilkison      | 7:6, 7:6      |
| 5.  | 29. Oktober 1989 | Frankfurt      | Teppich (i)   | Petr Korda        | 6:2, 7:5      |

##### Challenger Tour
| Nr. | Datum           | Turnier        | Belag     | Finalgegner    | Ergebnis |
| --- | --------------- | -------------- | --------- | -------------- | -------- |
| 1.  | 8. Oktober 1978 | Salt Lake City | Hartplatz | Steve Docherty | 6:4, 6:0 |

#### Finalteilnahmen
| Nr. | Datum              | Turnier                 | Belag       | Finalgegner    | Ergebnis           |
| --- | ------------------ | ----------------------- | ----------- | -------------- | ------------------ |
| 1.  | 26. September 1982 | Los Angeles             | Teppich (i) | Ivan Lendl     | 6:75, 5:7, 1:6     |
| 2.  | 24. Oktober 1982   | Amsterdam               | Teppich (i) | Wojciech Fibak | 5:7, 6:3, 4:6, 3:6 |
| 3.  | 27. März 1983      | Mailand                 | Teppich (i) | Ivan Lendl     | 7:5, 3:6, 6:7      |
| 4.  | 9. Dezember 1984   | Australian Open         | Rasen       | Mats Wilander  | 7:6, 4:6, 6:7, 2:6 |
| 5.  | 2. März 1985       | Houston                 | Teppich (i) | John McEnroe   | 5:7, 1:6, 6:7      |
| 6.  | 7. Juli 1985       | Wimbledon Championships | Rasen       | Boris Becker   | 3:6, 7:6, 6:7, 4:6 |
| 7.  | 12. Oktober 1986   | Scottsdale              | Hartplatz   | John McEnroe   | 3:6, 6:3, 2:6      |
| 8.  | 14. August 1988    | Toronto                 | Hartplatz   | Ivan Lendl     | 6:7, 2:6           |

### Doppel

#### Turniersiege

##### ATP Tour
| Nr. | Datum              | Turnier          | Belag         | Doppelpartner  | Finalgegner                       | Ergebnis                |
| --- | ------------------ | ---------------- | ------------- | -------------- | --------------------------------- | ----------------------- |
| 1.  | 18. Februar 1980   | Denver (1)       | Teppich (i)   | Steve Denton   | Wojciech Fibak Heinz Günthardt    | 7:5, 6:2                |
| 2.  | 10. August 1980    | Indianapolis (1) | Sand          | Steve Denton   | Wojciech Fibak Ivan Lendl         | 3:6, 7:6, 6:4           |
| 3.  | 19. Oktober 1980   | Basel            | Sand          | Steve Denton   | Bob Hewitt Frew McMillan          | 6:7, 6:4, 6:4           |
| 4.  | 25. Januar 1981    | Monterrey        | Teppich (i)   | Steve Denton   | Johan Kriek Russell Simpson       | 7:6, 6:3                |
| 5.  | 9. August 1981     | Indianapolis (2) | Sand          | Steve Denton   | Raúl Ramírez Van Winitsky         | 6:3, 5:7, 7:5           |
| 6.  | 2. November 1981   | Stockholm        | Hartplatz (i) | Steve Denton   | Sherwood Stewart Ferdi Taygan     | 6:7, 6:4, 6:0           |
| 7.  | 1. Februar 1982    | Denver (2)       | Teppich (i)   | Steve Denton   | Phil Dent Kim Warwick             | 6:4, 6:4                |
| 8.  | 8. Februar 1982    | Memphis          | Teppich (i)   | Steve Denton   | Peter Fleming John McEnroe        | 7:6, 4:6, 6:2           |
| 9.  | 12. April 1982     | Houston (1)      | Sand          | Steve Denton   | Mark Edmondson Peter McNamara     | 7:5, 6:4                |
| 10. | 31. August 1982    | US Open          | Hartplatz     | Steve Denton   | Victor Amaya Hank Pfister         | 6:2, 6:7, 5:7, 6:2, 6:4 |
| 11. | 26. September 1982 | Los Angeles      | Teppich (i)   | Hank Pfister   | Andy Andrews Drew Gitlin          | 4:6, 6:2, 7:5           |
| 12. | 31. Januar 1983    | Philadelphia     | Teppich (i)   | Steve Denton   | Peter Fleming John McEnroe        | 6:4, 7:6                |
| 13. | 14. März 1983      | München          | Teppich (i)   | Steve Denton   | Balázs Taróczy Heinz Günthardt    | 7:5, 2:6, 6:1           |
| 14. | 4. April 1983      | Houston (2)      | Sand          | Steve Denton   | Mark Dickson Tomáš Šmíd           | 7:6, 6:7, 6:1           |
| 15. | 24. April 1983     | Las Vegas        | Hartplatz     | Steve Denton   | Tracy Delatte Johan Kriek         | 6:3, 7:5                |
| 16. | 18. März 1984      | Rotterdam        | Teppich (i)   | Wojciech Fibak | Fritz Buehning Ferdi Taygan       | 6:4, 6:4                |
| 17. | 15. Juni 1986      | Queen’s Club (1) | Rasen         | Guy Forget     | Darren Cahill Mark Kratzmann      | 6:2, 7:6                |
| 18. | 13. April 1987     | Tokio            | Hartplatz     | Paul Annacone  | Andrés Gómez Anders Järryd        | 6:4, 7:6                |
| 19. | 27. September 1987 | Los Angeles      | Hartplatz     | David Pate     | Brad Gilbert Tim Wilkison         | 6:3, 6:4                |
| 20. | 22. November 1987  | Johannesburg (1) | Hartplatz     | David Pate     | Eric Korita Brad Pearce           | 6:4, 6:4                |
| 21. | 21. Februar 1988   | Memphis          | Hartplatz     | David Pate     | Peter Lundgren Mikael Pernfors    | 6:2, 6:2                |
| 22. | 7. November 1988   | Stockholm        | Hartplatz (i) | Jim Grabb      | Paul Annacone John Fitzgerald     | 7:5, 6:4                |
| 23. | 20. November 1988  | Johannesburg (2) | Hartplatz     | David Pate     | Gary Muller Tim Wilkison          | 7:6, 6:4                |
| 24. | 22. Oktober 1989   | Tokio Indoor     | Teppich (i)   | David Pate     | Andrés Gómez Slobodan Živojinović | 4:6, 6:3, 7:6           |
| 25. | 17. Juni 1990      | Queen’s Club (2) | Rasen         | Jeremy Bates   | Henri Leconte Ivan Lendl          | 6:2, 7:6                |
| 26. | 26. April 1992     | Seoul            | Hartplatz     | Gary Muller    | Kelly Evernden Brad Pearce        | 7:6, 6:4                |

##### Challenger Tour
| Nr. | Datum            | Turnier        | Belag     | Doppelpartner | Finalgegner                | Ergebnis      |
| --- | ---------------- | -------------- | --------- | ------------- | -------------------------- | ------------- |
| 1.  | 23. Juli 1978    | Hilton Head    | Sand      | Peter Rennert | Paul Kronk Greg Braun      | 6:3, 4:6, 6:2 |
| 2.  | 30. Juli 1978    | Virginia Beach | Hartplatz | Peter Rennert | Joe Meyers Trey Waltke     | 6:3, 6:2      |
| 3.  | 6. August 1978   | Wall           | Hartplatz | Peter Rennert | Jai Di Louie Haroon Ismail | 6:3, 6:2      |
| 4.  | 6. Mai 1979      | Indian River   | Sand      | Steve Denton  | Pat Cramer Cliff Letcher   | 6:4, 7:5      |
| 5.  | 1. Dezember 1991 | Johannesburg   | Hartplatz | Royce Deppe   | Stefan Kruger Danie Visser | 7:5, 6:2      |

#### Finalteilnahmen
| Nr. | Datum             | Turnier            | Belag         | Doppelpartner     | Finalgegner                        | Ergebnis           |
| --- | ----------------- | ------------------ | ------------- | ----------------- | ---------------------------------- | ------------------ |
| 1.  | 9. März 1980      | Washington         | Teppich (i)   | Steve Denton      | Ferdi Taygan Brian Teacher         | 6:4, 3:6, 6:7      |
| 2.  | 3. August 1980    | North Conway       | Sand          | Steve Denton      | Jimmy Connors Brian Gottfried      | 6:7, 2:6           |
| 3.  | 15. März 1981     | Brüssel (1)        | Teppich (i)   | Steve Denton      | Sandy Mayer Frew McMillan          | 6:4, 3:6, 3:6      |
| 4.  | 14. Juni 1981     | Queen’s Club (1)   | Rasen         | Steve Denton      | Pat DuPré Brian Teacher            | 6:3, 6:7, 9:11     |
| 5.  | 6. Juli 1981      | Newport            | Rasen         | Billy Martin      | Brad Drewett Erik van Dillen       | 2:6, 4:6           |
| 6.  | 10. Januar 1982   | WCT Doubles Finals | Teppich (i)   | Steve Denton      | Heinz Günthardt Balázs Taróczy     | 7:6, 3:6, 5:7, 4:6 |
| 7.  | 17. Januar 1982   | Masters            | Teppich (i)   | Steve Denton      | Peter Fleming John McEnroe         | 3:6, 3:6           |
| 8.  | 14. März 1982     | München            | Teppich (i)   | Steve Denton      | Mark Edmondson Tomáš Šmíd          | 6:4, 5:7, 2:6      |
| 9.  | 21. März 1982     | Rotterdam          | Teppich (i)   | Fritz Buehning    | Mark Edmondson Sherwood Stewart    | 5:7, 2:6           |
| 10. | 18. Oktober 1982  | Amsterdam          | Teppich (i)   | Buster Mottram    | Fritz Buehning Tomáš Šmíd          | 6:4, 3:6, 0:6      |
| 11. | 8. Mai 1983       | Forest Hills       | Sand          | Steve Denton      | Tracy Delatte Johan Kriek          | 7:66, 5:7, 3:6     |
| 12. | 12. Juni 1983     | Queen’s Club (2)   | Rasen         | Steve Denton      | Brian Gottfried Paul McNamee       | 4:6, 3:6           |
| 13. | 12. Februar 1984  | Richmond           | Teppich (i)   | Steve Denton      | John McEnroe Patrick McEnroe       | 6:7, 2:6           |
| 14. | 11. März 1984     | Brüssel (2)        | Teppich (i)   | Steve Denton      | Tim Gullikson Tom Gullikson        | 4:6, 7:6, 6:7      |
| 15. | 25. März 1984     | Mailand            | Teppich (i)   | Steve Denton      | Tomáš Šmíd Pavel Složil            | 4:6, 3:6           |
| 16. | 3. Februar 1985   | Memphis (1)        | Teppich (i)   | Steve Denton      | Tomáš Šmíd Pavel Složil            | 6:1, 3:6, 4:6      |
| 17. | 17. März 1985     | Brüssel (3)        | Teppich (i)   | Wojciech Fibak    | Stefan Edberg Anders Järryd        | 3:6, 6:7           |
| 18. | 28. Februar 1988  | Philadelphia       | Teppich (i)   | Danie Visser      | Kelly Evernden Johan Kriek         | 6:7, 3:6           |
| 19. | 23. Oktober 1988  | Wien               | Teppich (i)   | Tomáš Šmíd        | Alex Antonitsch Balázs Taróczy     | 6:4, 3:6, 6:7      |
| 20. | 19. März 1989     | Indian Wells       | Hartplatz     | David Pate        | Jakob Hlasek Boris Becker          | 6:7, 5:7           |
| 21. | 23. April 1989    | Tokio              | Hartplatz     | David Pate        | Ken Flach Robert Seguso            | 6:7, 6:7           |
| 22. | 29. Oktober 1989  | Frankfurt          | Teppich (i)   | Eric Jelen        | Pieter Aldrich Danie Visser        | 6:7, 7:6, 3:6      |
| 23. | 12. November 1989 | Wembley            | Teppich (i)   | Jeremy Bates      | Jakob Hlasek John McEnroe          | 1:6, 6:7           |
| 24. | 18. Februar 1990  | Toronto Indoor     | Teppich (i)   | Neil Broad        | Patrick Galbraith David Macpherson | 6:2, 4:6, 3:6      |
| 25. | 29. April 1990    | Hongkong           | Hartplatz     | Joey Rive         | Pat Cash Wally Masur               | 3:6, 3:6           |
| 26. | 29. April 1990    | Berlin             | Teppich (i)   | Patrick Galbraith | Pieter Aldrich Danie Visser        | 6:7, 6:7           |
| 27. | 6. Oktober 1991   | Toulouse           | Hartplatz (i) | Jeremy Bates      | Tom Nijssen Cyril Suk              | 6:4, 3:6, 6:7      |
| 28. | 16. Februar 1992  | Memphis (2)        | Teppich (i)   | Gary Muller       | Todd Woodbridge Mark Woodforde     | 5:7, 6:4, 6:7      |

### Mixed

#### Turniersiege
| Nr. | Datum              | Turnier                 | Belag     | Doppelpartnerin | Finalgegner                 | Ergebnis       |
| --- | ------------------ | ----------------------- | --------- | --------------- | --------------------------- | -------------- |
| 1.  | 13. September 1981 | US Open (1)             | Hartplatz | Anne Smith      | JoAnne Russell Steve Denton | 6:3, 7:64      |
| 2.  | 4. Juli 1982       | Wimbledon Championships | Rasen     | Anne Smith      | Wendy Turnbull John Lloyd   | 2:6, 6:3, 7:5  |
| 3.  | 12. September 1982 | US Open (2)             | Hartplatz | Anne Smith      | Barbara Potter Ferdi Taygan | 6:7, 7:6<, 7:6 |